# Self Control (Malika Ayane e Altarboy)
Self Control è un singolo della cantante italiana Malika Ayane e dei DJ italiani Altarboy, pubblicato il 27 maggio 2021.

## Descrizione
Si tratta di una reinterpretazione dell'omonimo brano di Raf. Il brano fa parte della colonna sonora del film Il Divin Codino che ripercorre la carriera di Roberto Baggio.

## Tracce
1. Self Control – 3:37